# Wilhelm Kausemann
Hubert Josef Wilhelm Kausemann (* 22. November 1903 in Gummersbach; † 23. Juli 1941 in der Nähe von Pygi, Gebiet Smolensk) war ein hessischer Politiker der NSDAP, kommissarischer Bürgermeister von Bad Orb und Landrat in Gelnhausen (vom 9. April 1933 bis 7. April 1940).

## Herkunft und Familie
Kausemann kam mit seinen Eltern vor dem Ersten Weltkrieg nach Birstein, diese betrieben dort eine Spinnerei. Am 28. März 1925 heiratete er in Frankfurt am Main Margarete Müßig; aus der Ehe gingen vier Kinder hervor.

## Politik
Kausemann trat zum 1. Juli 1930 der NSDAP bei (Mitgliedsnummer 265.544). Er wurde am 1. Oktober 1930 Kreisleiter des Kreises Gelnhausen und war bei der Kommunalwahl am 8. März 1933 Spitzenkandidat der NSDAP. Zu Jahresbeginn 1933 erhielt er ein Mandat für den Kurhessischen Kommunallandtag des Regierungsbezirks Kassel, aus dessen Mitte er zum Abgeordneten des Provinziallandtages der Provinz Hessen-Nassau bestimmt wurde. Bereits im April 1933 legte er sein Mandat nieder.
Sein Bestreben war es, den neuen Kurs möglichst rasch durchzusetzen. Fünf Kreistagsabgeordnete sandten dem Regierungspräsidenten in Kassel und dem preußischen Innenminister Dringlichkeitstelegramme, mit denen sie die Absetzung seines Amtsvorgängers Conrad Delius forderten; dieser habe nicht mehr das Vertrauen der Bevölkerung. Dem folgte vier Wochen nach der Wahl ein weiteres Telegramm – diesmal von allen Kreisausschussmitgliedern unterzeichnet – mit dem Hinweis, dass Landrat Delius freiwillig zurückgetreten sei. Der Kreisausschuss ersuchte das Ministerium „Pg. Kausemann“ als kommissarischen Landrat „einzusetzen“, weil nur er die Gewähr dafür biete, „dass Ruhe und Ordnung aufrecht erhalten“ bliebe. 
Bereits einen Tag später wurde Kausemann durch das preußische Innenministerium kommissarischer Landrat (Landräte waren disponible, d. h. jederzeit, auch in den Ruhestand, versetzbare Beamte).
In den fast auf den Tag genau sieben Jahren seiner Amtszeit wurde durch den Einsatz des Reichsarbeitsdienstes (RAD) die Siedlung Waldrode (zum Ortsteil Großenhausen der Gemeinde Linsengericht gehörig) auf den Höhen des Vorspessarts geschaffen (wo sogar Weinbau mit bescheidenem Erfolg betrieben wurde). Im westlichen Teil des Kreises Gelnhausen wurde 1936/37 die Wetterau-Main-Tauber-Stellung, ein  militärischer Bunkergürtel zwischen Büdingen in der Wetterau und dem unterfränkischen Klingenberg in Bayern, gebaut, im westlich von Gelnhausen gelegenen Rothenbergen (heute ein Ortsteil von Gründau) ein Fliegerhorst eingerichtet, das Kreiskrankenhaus in Gelnhausen und das Müttergenesungsheim in Bieber (heute ein Ortsteil der Gemeinde Biebergemünd) gebaut.